# قوات الحماية الذاتية الكردية
قوات الحماية الذاتية (Hêzên Xweparastinê ) أو ما يختصر بHXP، هي قوة عسكرية منظمة ومدربة متعددة الأعراق من مكونات شمال و شرق سوريا. تتبع رسمياً لهيئة الأركان في الإدارة الذاتية لشمال وشرق سوريا وتنضوي تحت راية قوات سوريا الديمقراطية.
تأسست في أواخر عام 2014م بموجب قرار ينص على تفعيل الخدمة الإلزامية ضمن حدود سيطرة القوات الكردية باسم واجب الدفاع الذاتي.
تتألف القوات من أكثر من 15 ألف مقاتل حسب تصريح للقيادة العامة للقوات.